# Kimmy Power
Karin Kim Eloise Karlsson Andersson, mer känd som Kimmy POWER, född 21 november 1995 i Horns församling i Östergötlands län, är en youtubare från Vimmerby. 2018 utmärktes hon på Guldtuben som Årets gamer". Andersson var då den första kvinnan som någonsin vunnit priset.

## Bakgrund
Andersson växte upp med föräldrar och två bröder i Vimmerby. Hon hade det till en början svårt i skolan på grund av en vid tillfället oupptäckt dyslexi. Däremot var hon bra i bild och lyckades komma ikapp i de övriga ämnena så snart hon diagnostiserats och fick stöd av skolan för sin dyslexi. Andersson lämnade gymnasiet med ett av skolans bästa betyg. Efter skolan utbildade hon sig till maskinmekaniker.

## Karriär
Andersson spelade mycket spel och träffade år 2013 David Nilsson, en framgångsrik datorspelare på YouTube, via en nätdejtingssajt. De flyttade ihop i Örebro och Andersson inspirerades snart av sin sambo att själv starta en youtubekanal. Det blev mest Sims 4 och Minecraft och efter två år hade hon nästan 50 000 följare. Andersson kunde då börja leva på inkomsterna från sin kanal. Ett år senare, 2017, nominerades hon till Årets gamer på Guldtuben. År 2018 vann hon samma kategori och blev därmed den första kvinnan som till dess vunnit kategorin.

## Priser och utmärkelser
| År   | Pris                   | Resultat  |
| ---- | ---------------------- | --------- |
| 2017 | Guldtuben: Årets gamer | Nominerad |
| 2018 | Guldtuben: Årets gamer | Vann      |